# Černohlávek obecný
Černohlávek obecný (Prunella vulgaris) je léčivá rostlina z čeledi hluchavkovitých.

## Popis
Černohlávek obecný je 5–25 cm vysoká rostlina, jejímž stonkem je lodyha. Listy má řapíkaté, pár svrchních listů obvykle přisedlých. Květy vytvářejí lichoklas, kvetou v červnu až srpnu.

## Výskyt
Černohlávek obecný většinou roste na mírně vlhkých travnatých plochách.

## Léčitelství
Černohlávek obecný obsahuje několik látek s léčebnými účinky (např. třísloviny, hořčiny, pryskyřice aj.). Některé prameny tvrdí, že sbíraná nať v době květu podporuje hojení ran a má protizánětlivé účinky. Dokonce je údajně možné ho použít i jako kloktadlo při angíně. Dále pomáhá při bolestech žaludku a v koupeli utišuje bolesti svalů a kloubů.
Na hojení ran se používá jemně mletý prášek, nebo obklady z čerstvých rostlin. Odvar (vaří se cca 2 minuty) se používá k zastavení krvácení. Při žaludečních problémech se používá nálev (1 polévková lžíce rostliny na 0,3 l vody) pitý 3× denně, který lze použít i proti bolestem v krku.

## Galerie

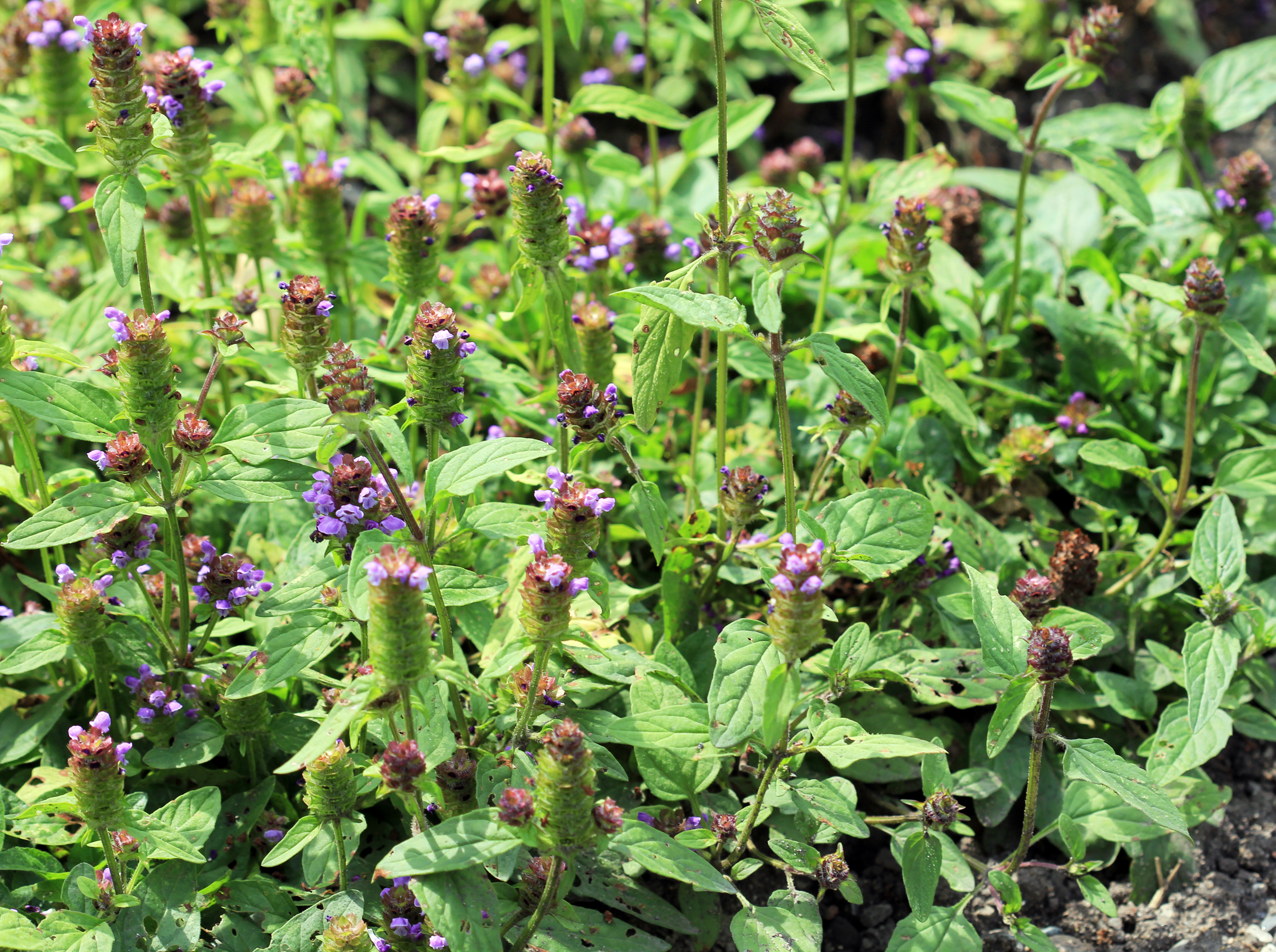
kvetoucí rostliny
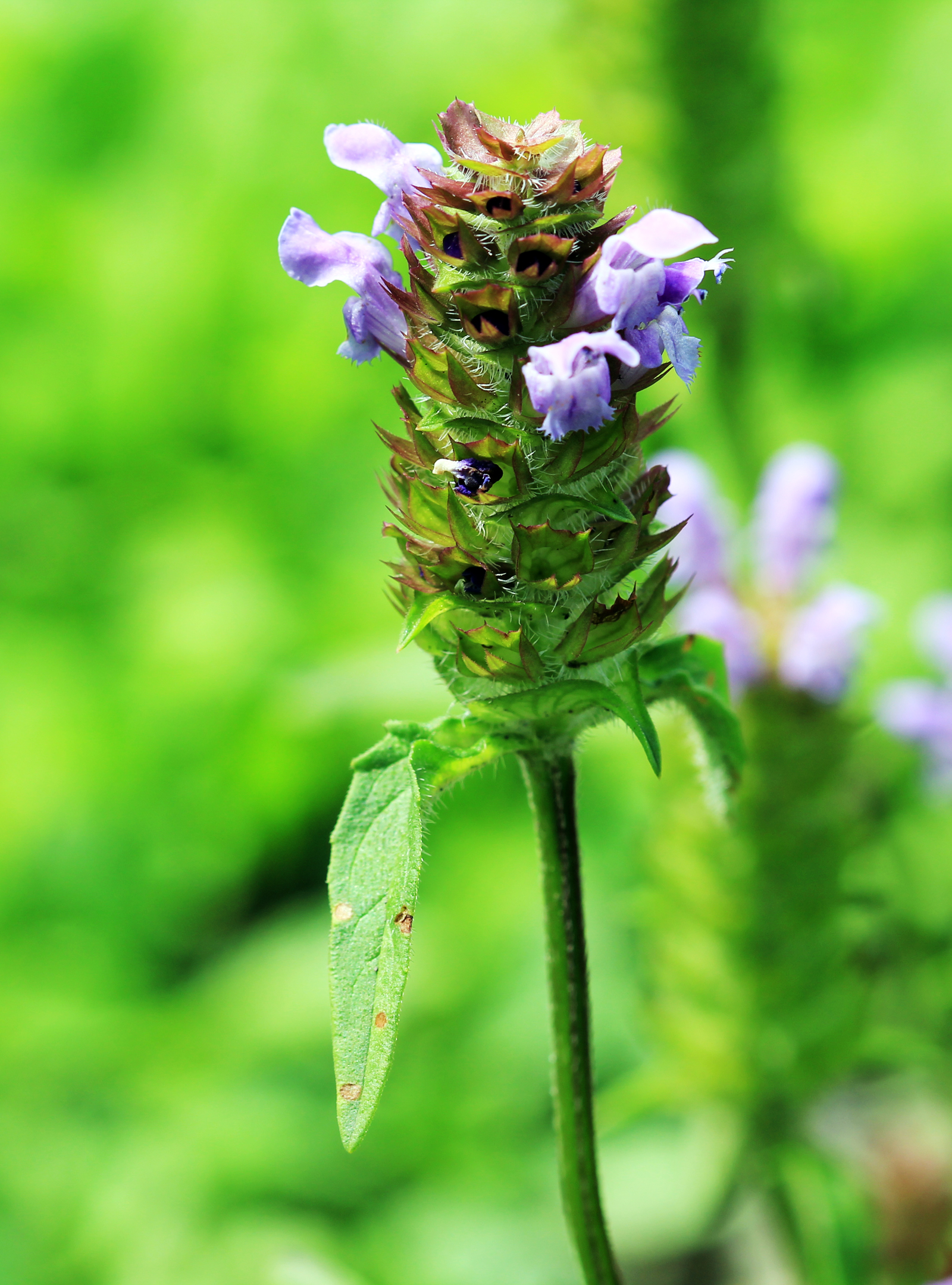
květenství
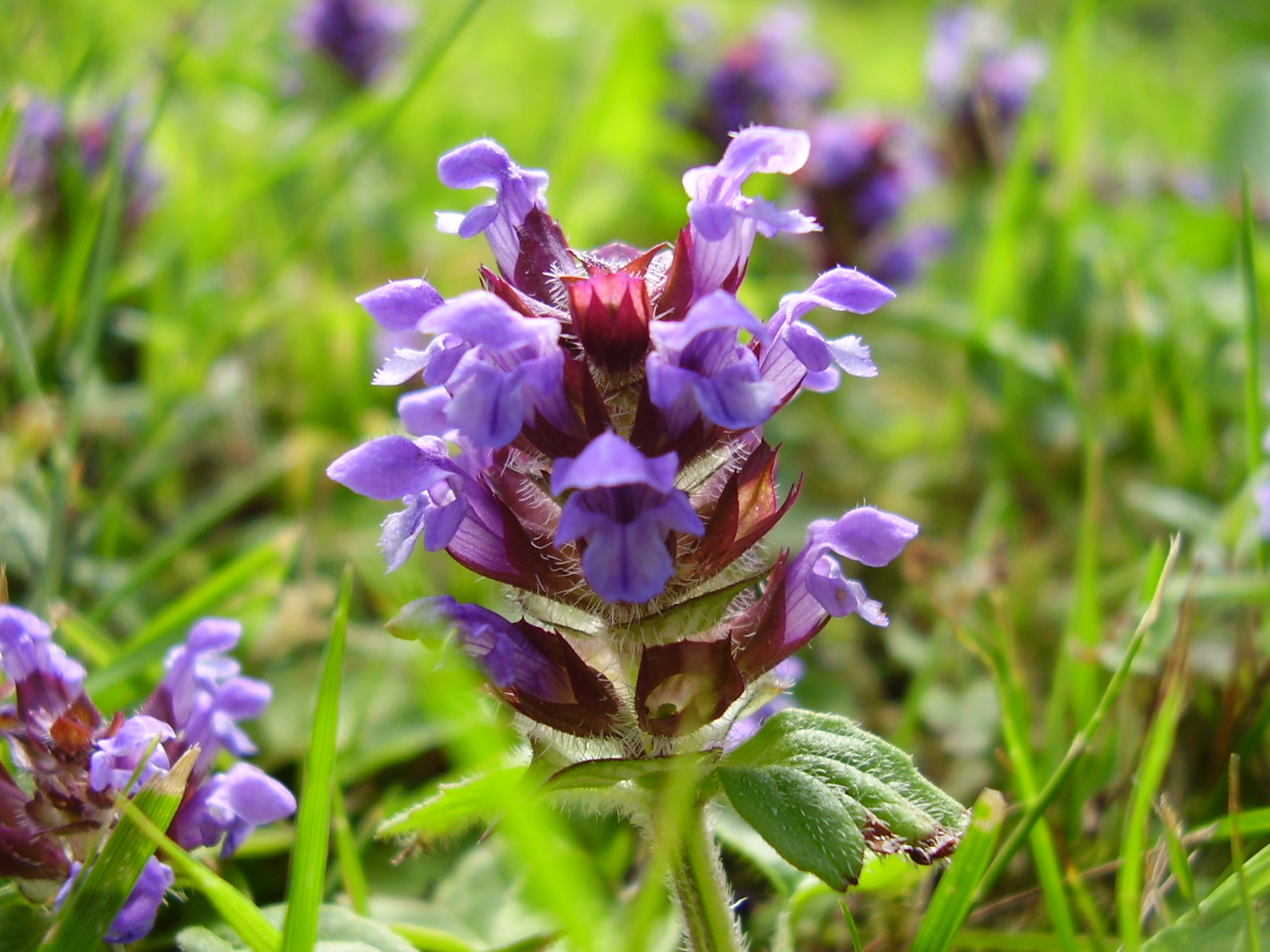
květenství
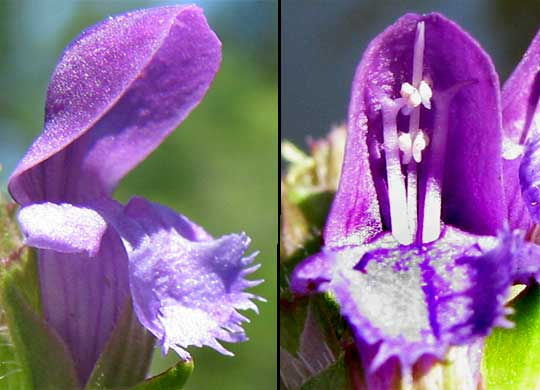
detail květu
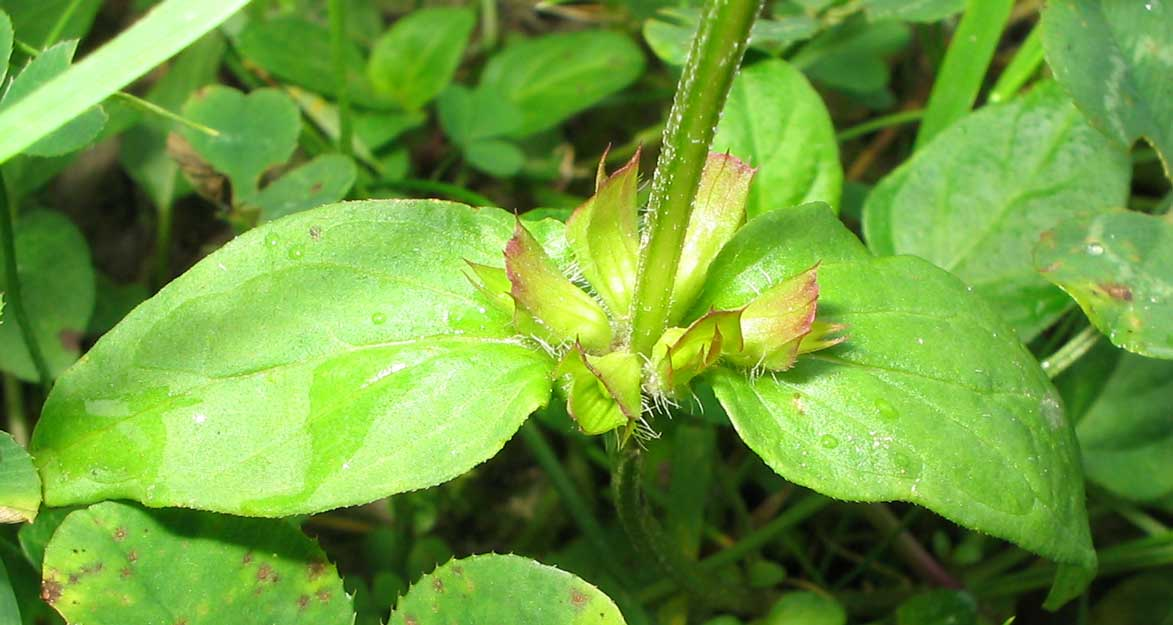
listy